# Анхелика Селая
Анхелика Селая (на испански: Angelica Celaya) е мексиканска актриса.

## Биография
Родена е на 9 юли, 1982 г. в Тусон, щата Аризона, САЩ. Майка ѝ се казва Гуадалупе, а баща ѝ – Херардо. Родителите ѝ са мексиканци. Има двама по-големи братя. Анхелика е зодия Рак. Висока е 173 см. Косата ѝ е тъмно кестенява, а очите ѝ са с цвят на лешник. Работи и живее в САЩ. Говори перфектно английски, испански и италиански език. В България е по-известна с ролята на комисар Ева Санети в теленовелата „Някой те наблюдава“.

## Актьорска кариера
Кариерата ѝ започва с участие във втория сезон на риалити шоуто „Protagonistas de novelas“. Не спечелва шоуто, но след него получава първата роля в теленовелата „Крадец на сърца“. Участва още в теленовели, като „Сребърните ангели“ (2005), „Марина“ (2006), „Докато животът продължава“ (2007), „Да живея без теб“ (2008), „Жестока любов“ (2010) Следват теленовели, като „Някой те наблюдава“ (2010) с ролята на комисар Ева Санети и „Господарят на небесата“ (2013), където влиза в образа на дръзка журналистка, която върви по следите на наркотрафиканта Аурелио Касияс. В първата новела среща любовта в очите на Рафаел Амая, а във втората има възможността отново да играе с него. Любопитното е, че и в двете продукции героят на Рафаел Амая убива героинята на Анхелика. За ролята си на журналистката Еухения Касас в „Господарят на небесата“ е номинирана на наградите на компания „Телемундо“ – „Premios tu mundo“ 2013 г. в категорията „Най – добра актриса в поддържаща роля“.
Заснема и видеоверсията на теленовелата с Жанкарлос Канела и Габи Еспино – „Дявол с ангелско сърце“, през 2009 г.
Освен в теленовели, актрисата се снима и на англоезичния пазар. Дебютира през 2012 г. с малка роля в епизод от сериалът „Извън играта“. През 2014 г. се снима в трети сезон на сериала „Далас (2012)“. Участвала е в клипа към песента „Amor inmortal“ на Чаян, в театралната постановка „Mujeres en par de par“ (2009), в радиото с предаването „El Vacilon“ и в риалити шоуто Larry mania, заедно с половинката си Рафаел Амая през 2012 г.
Актрисата продължава да жъне успехи на англоезичния пазар. През лятото на 2014 г. Анхелика получава главната женска роля в американския сериен филм на компания „NBC“ – Константин. Там заменя героинята на Луси Грифитс, която се появява само в първи епизод.

## Личен живот
През юли, 2010 г. по време на снимките на теленовелата „Някой те наблюдава“, тя се запознава с актьора Рафаел Амая, с когото си партнира в сериала и там имат страстна връзка. Не след дълго целувките излизат извън светлината на прожекторите и от септември 2010 г. те поддържат сериозна връзка пет години. През юли, 2014 г., пред списание „People en Espanol“, двойката обявява годежа си и сватбата, която е насрочена през 2015 г. През април 2015 г. Рафаел Амая изненадващо обявява, че двамата са прекратили петгодишната си връзка, но остават в сърдечни отношения. 

## Филмография

### Теленовели
- 2017 – Джени Ривера: пеперудата на квартала"(Jenni Rivera: Mariposa de Barrio) (2017) – Джени Ривера
- 2013 – Господарят на небесата (El Senor de los Cielos) (2013) – Еухения Касас
- 2010/2011Някой те наблюдава (Alguien te mira) (2010) – комисар Ева Санети
- 2010 – Жестока любов (Perro amor) (2010) – Миранда
- 2008 – Габриел – безсмъртна любов (Gabriel – amor inmortal) (2008) – Ева/Вивиана
- 2008 – Да живея без теб (Vivir sin ti) (2008) – Лилиана
- 2008 – Докато живота продължава (Mientas haya vida) (2007) – Паула Ернандес
- 2007 – Съдбовни решения (Decisiones) (2006) – Луси
- 2006 – Марина (Marina) (2006) – Росалба Алварес
- 2005 – Сребърните ангели (Los plateados) (2005) – Химена Кампусано
- 2003 – Крадец на сърца (Ladron de corazones) (2003) – Рената

### Филми
- Константин (Constantine) (2014) – Мари „Зед“ Мартин [6]
- Далас (Dallas) (2014) – Лусия Тревиньо
- Добрата лоша (La Buena Mala) (2013) – Ана Мария Сото/Ариана Томоса
- Kiss of vengeance (2012) – The Lady
- Извън играта (Burn notice) (2012) – Анджела Флорес
- Dead West:Cowboys and vampires (2010) – Глория Валенсуела
- Edgar Floats (2010) – Пени
- Дявол с ангелско сърце - Първият удар (Más sabe el diablo - El primer golpe) (2009) – Рене Кардона/Беатрис Белтран